# Johannes Fabricius

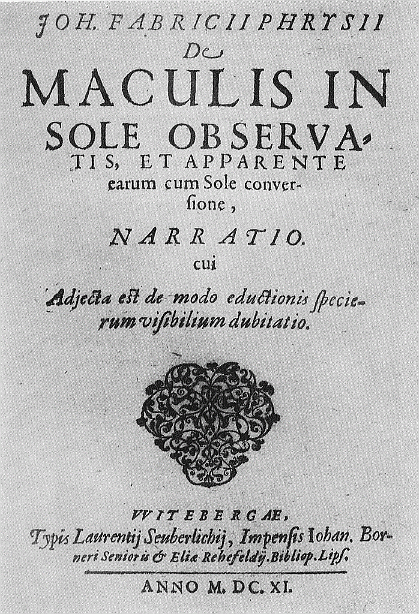
Titelpagina vanDe Maculis in sole observatis et apparente earum cum Sole conversione, narratio(1611).

Johann(es) Fabricius (Resterhafe, 8 januari 1587 – Marienhafe, 19 maart 1616) was een Fries/Duits predikant en astronoom en (mede-)ontdekker van zonnevlekken in 1610, naast Galileo Galilei.

## Jeugd
Johannes was de oudste zoon van acht kinderen. Hij ontdekte in 1596 samen met zijn vader, dat een ster soms wel en soms niet met het blote oog zichtbaar is. Dit gedrag is toen beschreven door zijn vader, David Fabricius, die naast predikant ook fervent amateurwetenschapper was en zich met astronomie en meteorologie bezighield. Davids talrijke observaties verleenden hem enig aanzien. Hij stond in briefwisseling met Tycho Brahe, Johannes Keppler en Simon Marius. 
Over de jeugd van Johannes is niet veel bekend. Als twaalfjarige overleefde hij ternauwernood de pest die in 1598 in Noord-Duitsland heerste. Op dertienjarige leeftijd begon hij zijn studie, net als zijn vader aan de Latijnse School in Braunschweig. Zijn vader stuurde hem regelmatig zijn weersobservaties die hij in zijn Calendarium opnam.

## Student
Nadat Johannes zijn schoolperiode in 1605 afgesloten had, begon hij zijn studies aan de universiteit van Helmstedt, waar zijn vader ook had gestudeerd. Hij wijdde zich, naast de gebruikelijke vakken, aan de geneeskunde. Al in 1606 verliet hij Helmstedt en ging naar Wittenberg, waar hij drie jaar bleef en naast grammatica, dialectiek en retorica ook geometrie, chronologie, natuurkunde en astronomie studeerde. Ook de astrologie had echter zijn belangstelling en hij was ervan overtuigd een manier te hebben gevonden te hebben om het weer te voorspellen.
In 1609 vertrok Johannes naar Leiden om zich daar in de geneeskunde te bekwamen. Hij keerde in 1611 naar Wittenberg terug, waar hij in september van dat jaar afstudeerde.

## Zonnevlekken
In Leiden had Johannes kennis gemaakt met de net uitgevonden telescoop, die hij mee terugnam naar het vaderlijk huis in Osteel. Daar richtte hij samen met zijn vader het instrument op de zon, wat niet zonder risico was, omdat ze geen middelen hadden het scherpe zonlicht af te zwakken. Ondanks de moeilijkheden die het direct observeren van de zon opleverde, merkten zij zonnevlekken op. Die beschreven ze in het werk De Maculis in Sole observatis, et apparente earum cum Sole conversione, (Nederlands: Over vlekken die op de Zon werden gezien en schijnbaar met haar wentelden).
De waarnemingen van vader en zoon besloegen maar een klein gedeelte van het 22 pagina's tellende traktaat. Hun schrijfstijl was echter zeer bloemrijk en omdat ze niet over een aanzienlijke mecenas beschikten die hun werk onder de aandacht had kunnen brengen, bleef het werk tamelijk obscuur. Tegen de tijd dat Johannes Keppler het werkje in handen kreeg, was het al overtroffen door de eerste publicatie over dit onderwerp in 1612 door Christoph Scheiner (1573-1650). 
Bij hun observaties maakten vader en zoon graag gebruik van de camera obscura. Daarmee was het mogelijk de zon te observeren zonder risico op verblinding of erger. Zodoende konden ze zonnevlekken volgen die aan de oostelijke rand opdoken, zich over de zonneschijf bewogen en aan de westelijke rand weer verdwenen en na verloop van tijd, gelijk aan de tijd die nodig was om de zonneschijf aan de zichtbare kant te passeren, weer aan de oostelijke rand opdoken. Zij waren de eersten die hieruit de conclusie trokken dat de zon om zijn as draait.
Uit een brief van december 1611 aan Michael Mästlin, de vroegere leermeester van Keppler, blijkt dat vader en zoon niet geloofden dat de zonnevlekken zich op het oppervlak van de zon bevonden, hoewel deze zeker het centrum van rotatie was. Aan het debat over de aard van zonnevlekken in 1612/13 leverden ze geen belangrijke bijdragen.

## Nalatenschap

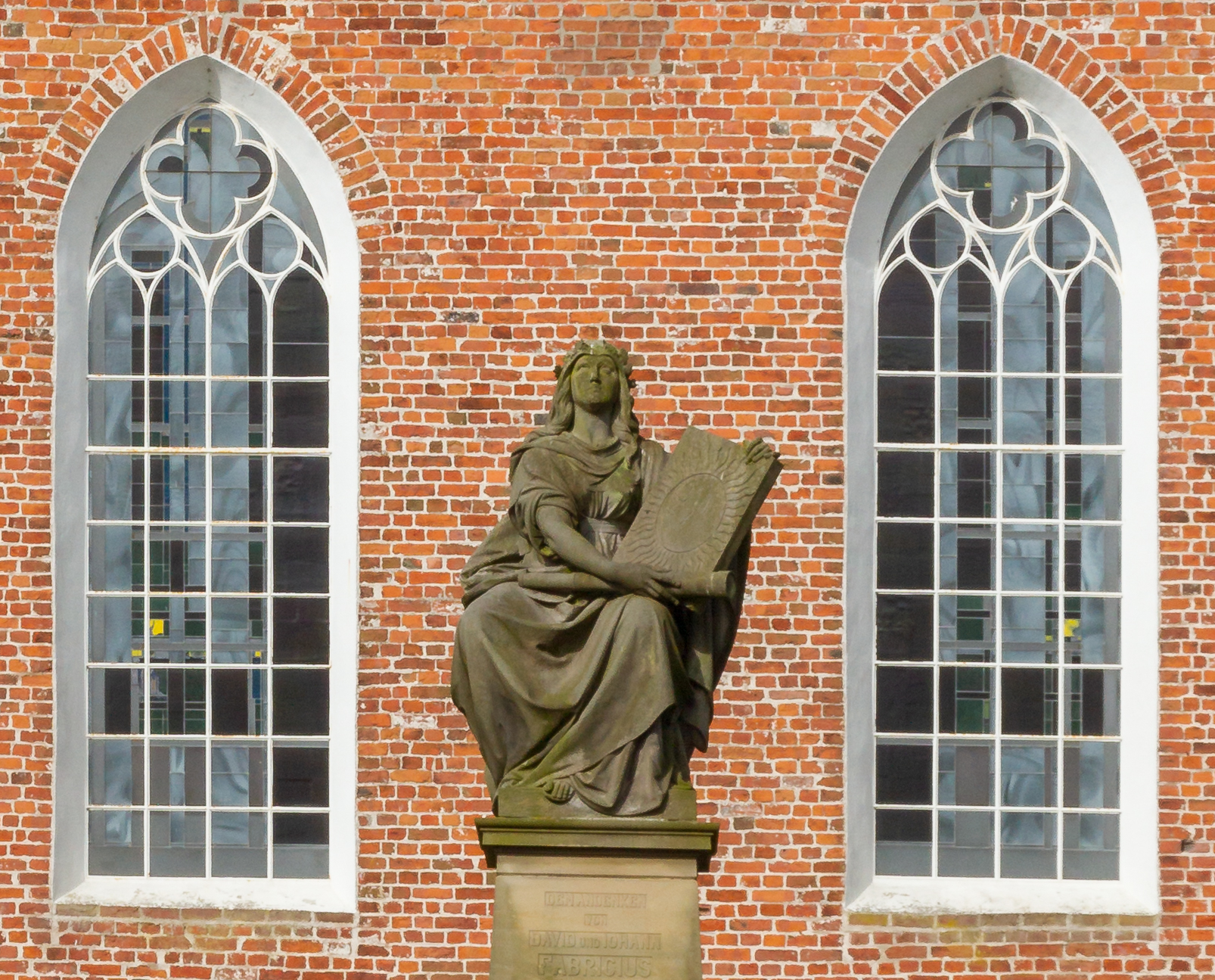
Monument ter ere van David en Johannes Fabricius in Osteel, Oost-Friesland

In 1895 werd een monument opgericht te zijner nagedachtenis op het kerkhof bij Osteel, waar hij van 1603 tot 1616 voorganger was.

## Werken
- Joh. Fabricii Phrysii De Maculis in Sole observatis, et apparente earum cum Sole conversione, narratio, etc. Witebergae, Anno M.DC.XI.(jaar 1611).